# IALS
IALS – International Adult Literacy Survey (česky Mezinárodní výzkum gramotnosti dospělých) byl výzkumný projekt, který probíhal v 90. letech 20. století ve dvaadvaceti zemích světa. Šlo o první mezinárodně-komparativní výzkum gramotnosti v populaci dospělých (ve věku od 16 až 65 let). Výzkum byl veden organizacemi Statistics Canada a Educational Testing Service. Projekt zároveň probíhal pod záštitou významných světových organizací OECD, UNESCO a Eurostat.

## Cíle výzkumu
Účelem IALS bylo porovnat míru gramotnosti na vícero úrovních napříč zeměmi, a tudíž i navzdory jazykovým a kulturním rozdílům. Studie definovala gramotnost jako schopnost používat tištěných a písemných informací k fungování ve společnosti, dosažení svých cílů, a rozvoji svých znalostí a potenciálu. Gramotnost tak v rámci IALS nebyla chápána jako vlastnost, kterou lze mít a nemít, nýbrž jako škála dovedností, která sahá od nízké až po vysokou, a je tedy měřitelná. Výzkum zkoumal, do jaké míry gramotnost koresponduje s jejich formálním vzděláním a do jaké míry je nízká úroveň funkční gramotnosti určitých skupin populace zdrojem napětí na trhu práce.
Rozlišovalo se mezi třemi druhy gramotnosti:
1. literární gramotnost = dovednost pracovat se souvislými texty, schopnost nalézt a porozumět informaci z textů, které nejsou určeny jako primární informační zdroje (zprávy v novinách, manuál s pokyny, texty v publikacích…)
2. dokumentová gramotnost = schopnost vyhledat a využít přesně definovanou informaci (jízdní řád, příbalový leták, mapy, pokyny…)
3. numerická gramotnost = schopnost manipulovat s čísly, aplikovat ve správném pořadí matematické operace a schopnost správně interpretovat získané údaje (výpočet spropitného, počítání úroku, vyplnění objednávkového formuláře, tabulky, grafy…[3][4]

## Okolnosti vzniku
V roce 1994 - v rámci první verze výzkumu - se jednalo o první snahu o mezinárodně komparativní studii, která měla porovnávat jednotlivé dovednostní oblasti v rámci dospělé gramotnosti na mezinárodní úrovni. Prvního šetření se zúčastnilo se 7 zemí: Kanada, Německo, Irsko, Nizozemsko, Polsko, Švédsko a USA, celkem se výzkumu v letech 1994, 1996 a 1998 zúčastnilo 18 zemí. Pro úspěšnost výzkumu byla imperativní mezinárodní spolupráce v oblasti odbornosti i v rámci logistiky koordinace průběhu výzkumu; projekt probíhal záštitou OECD, zapojily se i organizace UNESCO a Eurostat - z odborné stránky pak výzkum řídily organizace Statistics Canada a Educational Testing Service.

## Navazující výzkum
Na IALS navazovalo výzkumné šetření Adult Literacy and Lifeskills Survey (ALL), které proběhlo v letech 2003, 2006 a 2008 a kterého se zúčastnilo 11 zemí. V rámci měřených veličin zůstala víceméně nezměněná literární a dokumentová gramotnost, kvantitativní gramotnost byla však přefrázována v gramotnost numerickou (jednalo se o širší testování schopností pracovat s matematickými prvky). Navíc zde přibyla kategorie řešení problémů. Na uvedené výzkumy (IALS a ALL) pak bezprostředně navazovalo šetření PIAAC - Programme for the International Assessment of Adult Competencies). Tento výzkum se zaměřuje na klíčové dovednosti dospělých (opět 16-65 let), zejména ve vztahu se schopností participovat na trhu práce. PIAAC je nejdéle trvající z tohoto typu výzkumů - v letech 2011-2017 fázově proběhla první vlna, druhá vlna je plánována pro období 2018-2023.

## Ohlas IALS ve světě
IALS byl v rámci sociologického výzkumu bezprecedentním pokusem o porovnání komplexní škály gramotnostních dovedností. Dnes je vnímán jako důležitý benchmark pro výzkumné projekty, které jej následovaly - ty často přímo navazovaly na obecnou strukturu jeho metodologie. V reakci na IALS vznikla kolem přelomu tisíciletí řada studií, které hodnotily úspěchy a nedostatky tohoto výzkumu. Mezi častou kritiku IALS patří například připomínka, že by jedním z hlavních cílů mělo být zaručení validity výsledků v rámci jednotlivých zemí spíše než absolutní porovnatelnost mezi zeměmi, která nemusí být realisticky dosažitelná.

## IALS v ČR
Česká republika se zúčastnila třetí fáze testování v roce 1998, pro kterou se společně s druhou fází souhrnně používá pojmenování SIALS. Čeští dospělí v porovnání s ostatními státy prokázali vysokou úroveň schopnosti pracovat s čísly, tedy numerické gramotnosti. Spolu s Dánskem a Švédskem dosahovala úroveň této gramotnosti nejlepších výsledků mezi zeměmi z druhé a třetí fáze IALS. Nadprůměrně dopadli v získávání informací z nesouvislých textů - dokumentová gramotnost; naopak podprůměrně si vedli v gramotnosti literární. Rozdíly mezi jednotlivými typy gramotnosti byly v České republice ze všech zkoumaných zemích nejvyšší. Ostatní země dosahovaly vyrovanějších výsledků.